# Benito Juárez, San Andrés Tuxtla
Benito Juárez är en ort i Mexiko.   Den ligger i kommunen San Andrés Tuxtla och delstaten Veracruz, i den sydöstra delen av landet, 400 km öster om huvudstaden Mexico City. Benito Juárez ligger 134 meter över havet och antalet invånare är 917.
Terrängen runt Benito Juárez är platt åt sydost, men åt nordväst är den kuperad. Runt Benito Juárez är det ganska tätbefolkat, med 111 invånare per kvadratkilometer. Närmaste större samhälle är San Andres Tuxtla, 7,3 km nordost om Benito Juárez. Omgivningarna runt Benito Juárez är en mosaik av jordbruksmark och naturlig växtlighet.